# 邢昺
邢 昺（けい へい、932年 - 1010年）は、中国北宋の学者。字は叔明。曹州済陰県（現在の山東省菏沢市曹県）の出身。
唐に孔穎達らが『五経正義』を作ったが、邢昺らはそれ以外の『論語』『孝経』『爾雅』の疏を作った。これらは『十三経注疏』に含まれている。

## 生涯
太平興国年間に諸科（唐の明経科に相当）のうち五経の科挙試験を受けたが、殿試で非常に博学であることがわかったので、九経に合格したことにされた。
真宗の咸平元年（998年）に国子祭酒となり、翌咸平2年（999年）、新設された翰林侍講学士の職を兼ねた。邢昺は勅命によって杜鎬・舒雅・孫奭・李慕清・崔偓佺らとともに『周礼』『儀礼』『春秋公羊伝』『春秋穀梁伝』『論語』『孝経』『爾雅』の義疏を作成した。
邢昺は真宗のために経典の講義を行った。景徳4年（1007年）、帰郷を申し出て、故郷の曹州の知州となった。大中祥符元年（1008年）に礼部尚書に昇進した。大中祥符3年（1010年）に享年79歳で没した。

## 評価
邢昺は、11世紀以降に道学が発達する以前の人間であり、その説は伝統的なものであった。
『四庫全書総目提要』に、邢昺の『論語正義』を評して、皇侃の『論語義疏』のように冗漫でなく、より義理をもって解釈しており、漢学と宋学の転換点にあたると言っている。邢昺の疏によって皇侃の義疏はすたれたが、後に程顥・程頤があらわれて、邢昺の疏もまたすたれた。